# 愛媛県道122号川之江港線
愛媛県道122号川之江港線（えひめけんどう122ごうかわのえこうせん）は、愛媛県四国中央市を通る一般県道である。

## 概要
四国中央市川之江町の川之江港から国道11号交点に至る。

### 路線データ
- 起点：四国中央市川之江町（川之江港）
- 終点：四国中央市川之江町（国道11号交点）

## 地理

### 通過する自治体
- 四国中央市

### 交差する道路
| 交差する道路 | 交差する場所 | 交差する場所 |
| ------------ | ------------ | ------------ |
| 国道11号     | 川之江町     | 終点         |

### 沿線
- 川之江港